# Sean Price
Sean Price  (17 березня 1972—8 серпня 2015) — американський репер з Брукліна, член хіп-хоп супергрупи Boot Camp Clik, учасник групи Heltah Skeltah. Є у нього і нік-нейм Ruckus (у скороченні: Ruck. Входить в іншу супергрупу Random Axe до якої входить Black Milk і Guilty Simpson, обидва з Детройта.

## Смерть
8 серпня 2015 Прайс помер у віці 43 років. Деталі смерті не розголошувались, але відомо, що він помер під час сну. «З великим співчуттям Duck Down Music повідомлює, що цього ранку, у своїй квартирі, Шона Прайса не стало, субота, 8 серпня 2015», повідомлялося у заяві лейблу. «Причина смерті зараз невідома, але відомо, що він помер під час сну. Він залишив дружину та трьох дітей».
Станом на 19 серпня 2015, шанувальники зібрали $86,618 в підтримку родині Прайса.

## Дискографія

### Сольно
| Альбом                    | Рік  | Продано |
| ------------------------- | ---- | ------- |
| Monkey Barz               | 2005 |         |
| Jesus Price Supastar      | 2007 | 15,000  |
| Mic Tyson                 | 2012 |         |
| Songs in the Key of Price | 2015 |         |

### Heltah Skeltah
| Альбом       | Рік  | Продано  |
| ------------ | ---- | -------- |
| Nocturnal    | 1996 | 250,000+ |
| Magnum Force | 1998 |          |
| D.I.R.T.     | 2008 |          |

### Boot Camp Clik
| Альбом         | Рік  | Продано  |
| -------------- | ---- | -------- |
| For the People | 1997 | 300,000+ |
| The Chosen Few | 2002 | 60,000+  |
| The Last Stand | 2006 |          |

### Random Axe
| Альбом     | Рік  |
| ---------- | ---- |
| Random Axe | 2010 |

### Мікстейпи
| Альбом         | Рік  |
| -------------- | ---- |
| Donkey Sean Jr | 2004 |
| Master P       | 2007 |
| Kimbo Price    | 2009 |